# Cameraria hikosanensis
Cameraria hikosanensis là một loài bướm đêm thuộc họ Gracillariidae. Nó được tìm thấy ở Nhật Bản (Kyusyu).
Sải cánh dài 7-7.5 mm.
Ấu trùng ăn Viburnum erosum và Viburnum sieboldi. Chúng có thể ăn lá nơi chúng làm tổ.